# Cayetano Rosell
Cayetano Rosell y López (Aravaca, 1817-Madrid, 26 de marzo de 1883) fue un bibliógrafo, historiador, dramaturgo, editor y traductor español.

## Biografía
Nació en Aravaca en 1817. Archivero de profesión, empezó su carrera como oficial de la Biblioteca Nacional de Madrid en 1844. Elegido miembro numerario de la Real Academia de la Historia el 6 de junio de 1856, tomó posesión el 31 de mayo de 1857. En 1856 fue ascendido a bibliotecario segundo y designado catedrático, en comisión, de Clasificación y Arreglo de Archivos y Bibliotecas entre 1856 y 1866. Profesor numerario de bibliografía en la Escuela Superior de Diplomática, fue director de dicha institución en 1868. Fue presidente de la Asociación de Escritores y Artistas Españoles durante el periodo comprendido entre 1873 y 1876. En 1875 fue nombrado jefe superior del Cuerpo Facultativo de Archiveros, Bibliotecarios y Anticuarios. Dirigió la Biblioteca Nacional durante sus últimos años de vida, cargo en el que fue sucedido por Jenaro Alenda. Falleció el 26 de marzo de 1883 en Madrid.

## Obra

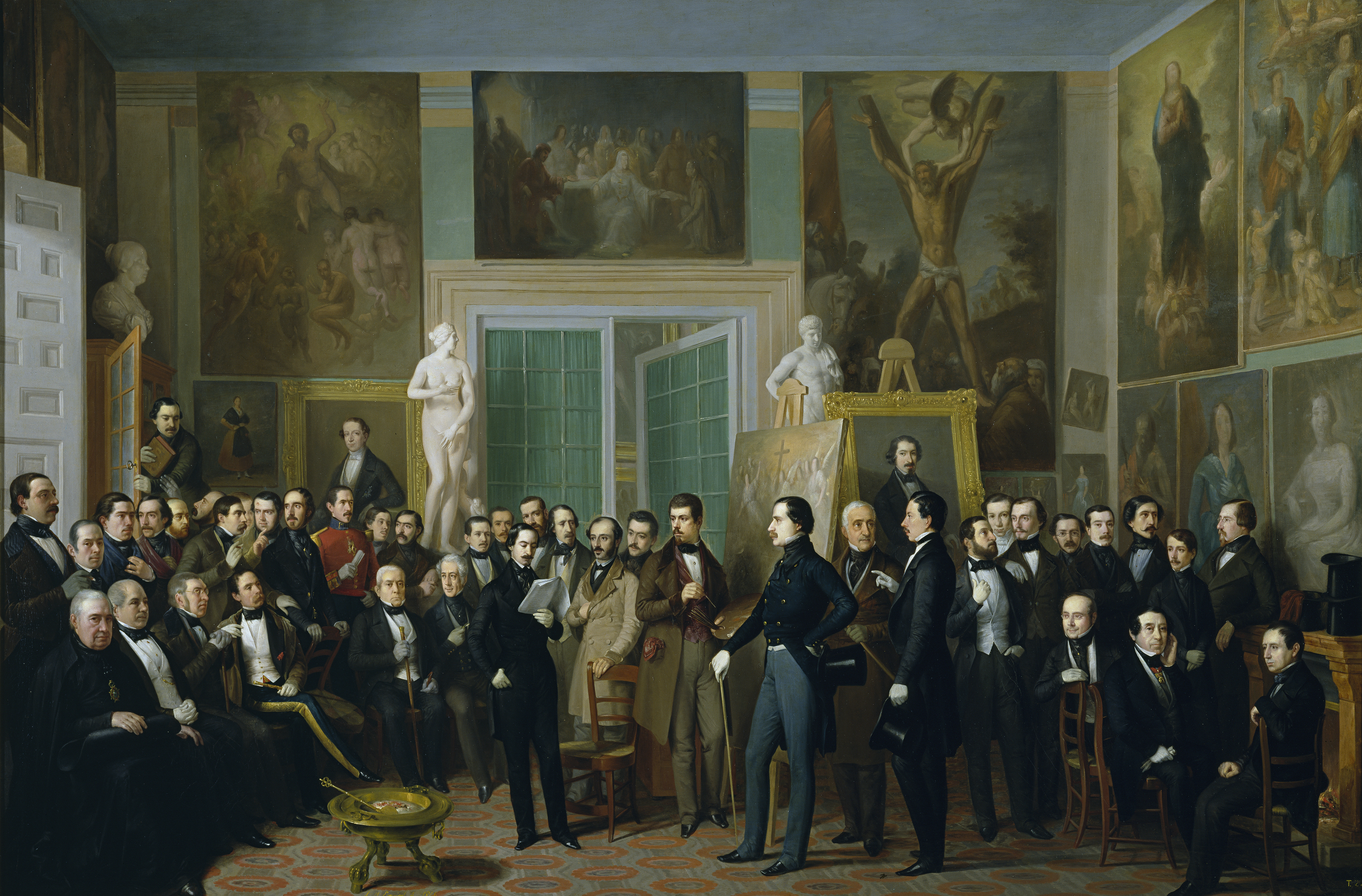
Cayetano Rosell y López retratado en Los poetas contemporáneos por Antonio María Esquivel, 1846, Museo del Prado, Madrid.

Escribió piezas teatrales, principalmente comedias y zarzuelas. Aficionado a la épica culta, tradujo en prosa la Divina comedia de Dante Alighieri (Barcelona: Montaner y Simón, 1871-1872, ed. bilingüe, anotada y con grabados de Gustave Doré y prólogo de Juan Eugenio Hartzenbusch; reimpresa en 1884); y El paraíso perdido de John Milton (Barcelona: Montaner y Simón, 1873, versión directa del inglés, anotada, con una biografía del autor y también con grabados de Gustave Doré). Dirigió y prologó varios tomos de la Biblioteca de Autores Españoles: Poemas épicos (1851-1854), Novelistas posteriores a Cervantes (1851-1854), Historiadores de sucesos particulares (1852-1853), Obras no dramáticas de Lope de Vega (1856) y Crónicas de los reyes de Castilla. También editó por primera vez las Obras completas de Miguel de Cervantes Madrid: 1863-1864. Imprimió asimismo una Colección de piezas dramáticas, entremeses, loas y jácaras escritas por Luis Quiñones de Benavente Madrid: Librería de los Bibliófilos Alfonso Duran, 1872-1874. Tradujo varias obras de teatro y, con adiciones y notas, la Historia del reinado de Felipe Segundo, rey de España de William H. Prescott Madrid: 1856-1857.
Colaboró con trabajos históricos y de historia literaria en La Ilustración Española y Americana.  También participó en publicaciones como Semanario Pintoresco Español, El Español, El Laberinto, La Revolución, La América, Museo Español de Antigüedades, Boletín de la Sociedad Geográfica, Boletín Oficial de Instrucción Pública, El Bazar, La Niñez, El Mundo de los Niños, entre otras. Empleó a veces el pseudónimo «Torreseca y Llano». Fue presidente de la Asociación de Escritores y Artistas a mediados de la década de 1870.
Como historiador escribió una Historia del combate naval de Lepanto, y juicio de la importancia y consecuencias de aquel suceso, Madrid: Academia de la Historia, 1853. Crónica de la provincia de Madrid Madrid: Aquiles Ronchi, 1865.
Como dramaturgo tradujo y adaptó, entre otras obras, el Tartufo de Molière con el título El hipócrita, escribió varias piezas en colaboración y una enteramente suya, La Madre de San Fernando, un drama histórico en cuatro actos y en verso. Madrid: Agencia General Hispano-Cubana, 1849. También hizo el libreto de la zarzuela El burlador burlado (1859).